# 織田頼長
織田 頼長（おだ よりなが）は、安土桃山時代から江戸時代初期にかけての武将・茶人。豊臣氏の家臣。別名に秀信（ひでのぶ）、長頼（ながより）。通称は孫十郎、左門、雲正寺、道八（どうや）。官位は従四位下・侍従。津田姓を称した時期もある。

## 生涯
天正10年（1582年）、織田信長の弟である織田長益（有楽斎）の次男として誕生。生母は長益正室で平手政秀の娘・雲仙院殿。そのため、長益の嫡男であったと考えられる。
父・長益と共に豊臣秀頼に仕えた（「頼」および別名とされる秀信の「秀」の字は秀頼からの偏諱と思われる）。かぶき者として知られ、「かぶき手の第一」と言われていた（『当代記』）とされるが、同時代史料には現れず、いずれも後世のものである。
慶長5年（1600年）、関ヶ原の戦いが勃発し、父の長益と兄の織田長孝の二人は徳川家康率いる東軍側として参戦した。伯父の信長の武勇に憧れ、兼ねてより戦に参加して武功を挙げる事を望んでいた頼長は、父と兄に自身も参戦させてくれるよう懇願するも、大坂城での留守居を任された。戦後、長益と長孝は武功を認められた事により加増された。慶長10年（1605年）の豊国社臨時祭礼の折には羽柴姓を称しており、おそらく秀頼から受けたものとみられる。
慶長11年（1606年）6月24日、美濃清水藩主の稲葉通重や、山城御牧藩主の津田高勝、旗本の天野雄光らと共に京都の祇園に赴いた時、茶屋四郎次郎もしくは後藤長乗の女房を始めとする富商の婦女7・8人を強引に茶店に引き入れて酒を飲ませるという暴挙に出た。更に後藤の従者を木に縛り付け、刀を抜いて斬り捨てると脅す等の目に余る乱行を起こした為、長益の激怒を買った上、幕命により咎められた。また同年に兄の長孝が死去している。その2年後の慶長13年（1608年）1月は、秀頼の命により、江戸幕府に対する年賀の使者として江戸に赴いた。また8月には駿府城の火事見舞いの使者として派遣され、家康に進物を献上している。
慶長14年（1609年）7月、「猪熊事件」と呼ばれる大問題を起こした猪熊教利の逃亡を助けたとして幕府から詮索を受ける事となり、死罪だけは辛うじて免れたものの、家康からは剃髪と越前への流罪を言い渡され、秀頼への出仕も停止となった。当然、長益の激怒を買ってしまい、勘当されて関係も悪化した。その後は牢人して京都に移り、出家して雲生寺と称し、その後は河内国で閑居した。慶長18年（1613年）2月20日には、京都に逗留していた木下延俊を訪ねており、高台院の甥である彼の口添えで、豊臣家へ帰参したとも言われている。
慶長19年（1614年）、豊国社の祭礼が中止となり大坂と江戸の関係が悪化する中で、頼長は活発な動きを見せるようになる。本多正純が藤堂高虎に送った書状によれば、「大坂に駆けつけた」とあり、更に板倉勝重は頼長を大坂城に入場させようとしている情報を掴んでいた。9月23日には片桐且元を暗殺しようと大野治長と談合したが、且元が情報を察知したため実行に移せなかった。また板倉勝重の9月26日付本多正純宛書簡では、秀頼が且元と大坂城から退出した場合、頼長らは織田信雄を城に入れて総大将として幕府と戦おうと相談している、ということが記載されている。
大坂の陣勃発後は且元に代わって、大野治長・長益らとともに大坂城の家政を取り仕切るようになった。大坂冬の陣では長益と共に大坂城に籠城し、二の丸玉造口などを守備する。この時、実質的に初陣であるにも拘らず雑兵を合わせて1万人あまりの部隊の指揮を任されていたとされている。しかし同年12月、自ら率いる部隊内の喧嘩騒ぎにより、徳川方の藤堂高虎隊が織田隊方面から攻撃を開始して谷町口の戦いが起きるのだが、肝心の頼長は戦いを恐れ病気と称して一切の指揮をせず（実際は街の女を連れ込み、酒を飲みながら姦淫に耽っていたともされている）、窮地を聞いた長宗我部盛親の部隊が駆け付けて高虎の部隊と応戦したとされている。当然、この大失態により、豊臣家側からの信頼を失ってしまう事になり、事実か否かは不明であるが、長益や高虎と示し合わせた上での謀略だったのではないかという悪評まで流されている（南条元忠参照）。ただし、長益が家康と通じていたという一説があり共に籠城していたとはいえ、頼長は大坂城に入城するまで長益から勘当されていた身であり、親子仲は良好とは言えなかった為、高虎や長益と示し合わせた謀略かについては疑わしく、単に偶然が重なったに過ぎないと推測する説もある。
一時和睦後の元和元年（1615年）4月、頼長は自身の地位を豊臣方の総大将にするよう長益や大野治長に望むも、冬の陣で禄な功績も上げず、気位の高さばかりが目立っていた為に、当然ながら相手にされなかった。和睦の破綻が明らかになると、和睦を主導していた長益は大坂城を退去し、頼長も大坂城を去った。
以後は京都に隠遁し、「道八」と号して茶の湯に専念した。父の長益は頼長の弟の織田長政と織田尚長には領地を分与したが、頼長には与えなかった。
元和6年（1620年）9月20日、父に先立って京都で死去、享年39。京都東山の長寿院に葬られた。
翌年、父の長益が死去した。生前の長益は頼長の子の長好を嫡孫と考えていたらしく、長益の隠居料（味舌藩）1万石を相続させようとしていたが、幕府により没収された。

## 系譜
正室は無し。ただし、『系図纂要』などによれば、本願寺教如の娘を頼長室としている。子女は1男1女。
- 父：織田長益
- 母：平手政秀娘・お清（-元和9(1619)年11月16日）：法名は霊仙院殿蓬丘清寿大姉[8]
- 正室：なし
- 室：本願寺教如娘
- 生母不明の子女
  - 長女：一条昭良正室（-寛永5(1628)年4月11日）：法名は竹叢院殿利善梵貞大禅尼[9]
  - 長男：織田長好（1617-1651）：法名は長好寺殿極岩空八大居士[8]